# 梅花草

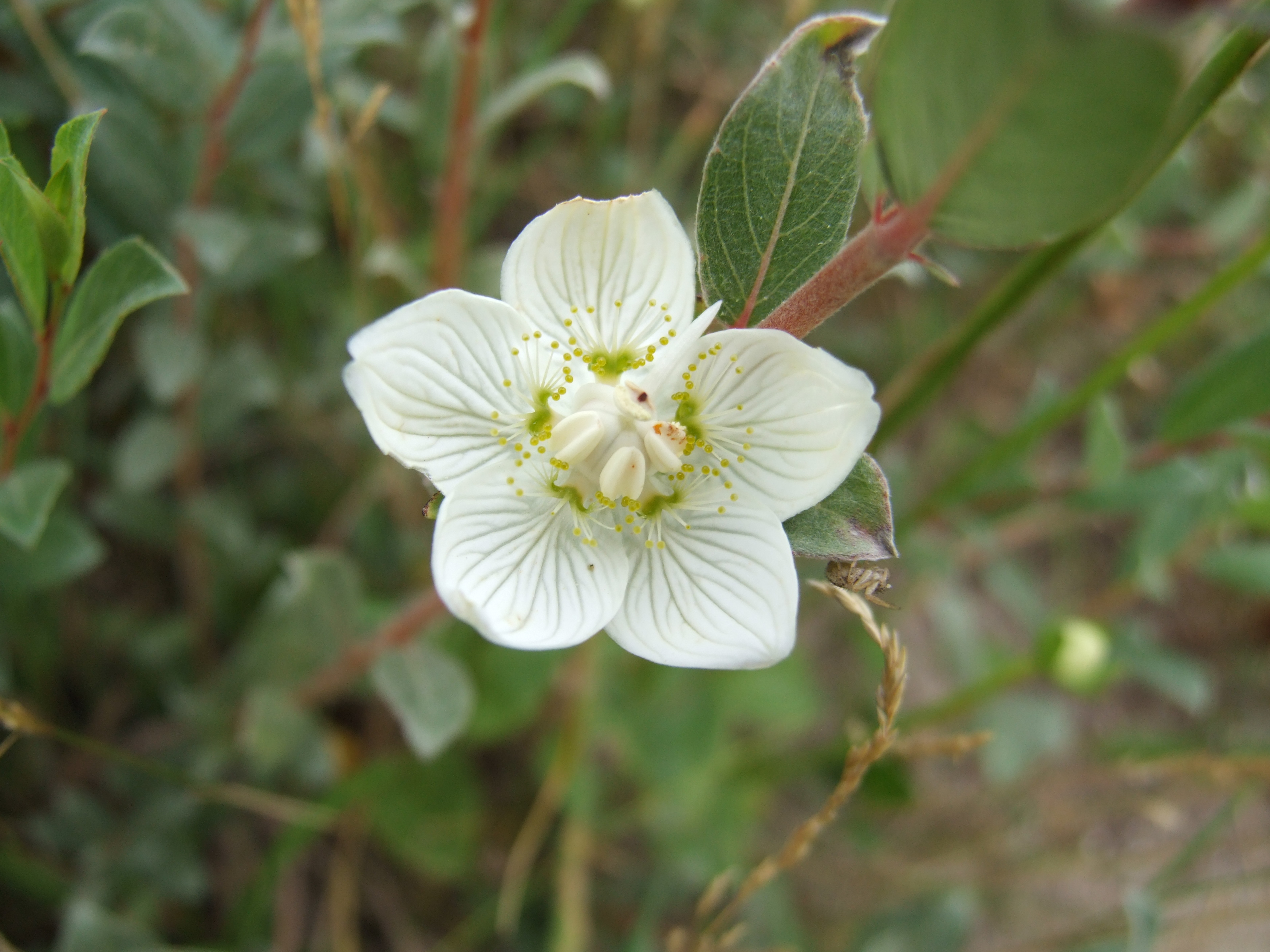
Parnassia palustris

梅花草（学名：Parnassia palustris）为卫矛科梅花草属下的一个种。與梅樹外觀相似得名。

## 异名与变种
梅花草有如下异名：
梅花草有如下变种：
- ，有如下异名：[3]
- ，有如下异名：[4]
- 多枝梅花草，有如下异名：[5]
  - [6]
- ，有如下异名：[7]

## 扩展阅读
- 維基物種上的相關：梅花草